# Paul Schanz
 (février 2024).
Paul Schanz (né le 4 mars 1841 à Horb dans le Wurtemberg, mort à Tübingen le 1er juin 1905) est un enseignant et théologien catholique allemand de la crise moderniste. Il compose, sur les questions bibliques et en particulier sur les évangiles, plusieurs ouvrages dans lesquels, tout en se conformant d’une manière très fidèle à la tradition, il adopte une méthode franchement scientifique.

## Biographie
Il fait ses humanités dans sa ville natale et à Rottweil, puis suit les cours de philosophie et de théologie à l’université de Tübingen, où il passe sa thèse de doctorat. Le 10 août 1866, il est ordonné prêtre à Rottenbourg. Après quelques mois de vicariat à Schramberg, il est appelé, en 1867, à l’internat théologique de Tübingen, comme répétiteur de mathématiques. En octobre 1870, il passe au lycée classique de Rottweil, comme de professeur de mathématiques et de sciences naturelles. Le 21 janvier 1876, il est chargé d’enseigner l’exégèse du Nouveau Testament à la Faculté catholique de l’université de Tübingen, en remplacement de son maître Aberle (de) ; enfin, au printemps de 1883, il échange sa chaire d'Écriture sainte contre celle de dogme, où il succède à Kuhn. Durant l’année scolaire 1899-1900, il remplit les fonctions de recteur de l’université de Tübingen.

## Œuvres
- Die Komposition des Matthäusevangeliums, in-4°, Tubingue, 1877 ;
- Das Aller des menschlichen Geschlechts, in-8°, Fribourg-en-Brisgau, 1895 ;
- Commentar über das Evangelium des heiligen Matthäus, in-8°, Fribourg-en-Br., 1879 ;
- Commentar über das Evangelium des heil. Markus, in-8°, Fribourg-en-Br., 1881 ;
- Commentar über das Evangelium des heil. Lukas, in-8°, Tubingue, 1883 ;
- Commentar über das Evangelium des heil. Johannes, in-8°, Tubingue, 1884-1885.

Schanz a publié de nombreux articles bibliques dans le Literarischer Handweiser de Münster-en-Westphalie, dans la Literarische Rundschau de Fribourg-en-Brisgau, dans la revue Natur und Offenbarung, et surtout dans la Theologische Quartalschrift de Tübingen.